# Dinocephalus heissi
Dinocephalus heissi là một loài bọ cánh cứng trong họ Cerambycidae.